# Mabel Ridealgh
Mabel Ridealgh, née le 11 août 1898 et morte le 20 juin 1989, est une femme politique britannique travailliste, membre du Parlement pour la circonscription de Ilford North entre 1945 et 1950.

## Biographie
Comme la députée travailliste Bessie Braddock, elle a critiqué la mode « New Look » de Christian Dior à sa sortie.

## Source de la traduction
- (en) Cet article est partiellement ou en totalité issu de l’article de Wikipédia en anglais intitulé « Mabel Ridealgh » (voir la liste des auteurs).